# Rhamphomyia nipponensis
Rhamphomyia nipponensis är en tvåvingeart som beskrevs av Frey 1951. Rhamphomyia nipponensis ingår i släktet Rhamphomyia och familjen dansflugor. Inga underarter finns listade i Catalogue of Life.